# Коллінс Фаї
Коллінс Фаї (фр. Collins Faï, нар. 13 серпня 1992, Баменда) — камерунський футболіст, захисник сербського клубу «Раднички» (Ниш).
Виступав, зокрема, за клуби «Динамо» (Бухарест) та «Стандард» (Льєж), а також національну збірну Камеруну.

## Клубна кар'єра
У дорослому футболі дебютував 2010 року виступами за команду клубу «Баменда», в якій провів один сезон. 
Своєю грою за цю команду привернув увагу представників тренерського штабу клубу «Юніон Дуала», до складу якого приєднався 2011 року. Відіграв за команду з Дуала наступний сезон своєї ігрової кар'єри.
У 2013 році на правах оренди грав за «Нджалла Куан». 
З того ж 2013 року три сезони захищав кольори команди клубу «Динамо» (Бухарест). 
До складу клубу «Стандард» (Льєж) приєднався 2016 року. Відтоді встиг відіграти за команду з Льєжа 18 матчів в національному чемпіонаті.

## Виступи за збірну
У 2012 році дебютував в офіційних матчах у складі національної збірної Камеруну.
У складі збірної був учасником Кубка африканських націй 2017 року у Габоні.

## Досягнення
- Володар Кубка Бельгії (2):

«Стандард»: 2015-16, 2017-18
- Чемпіон Африки (1):

Камерун: 2017
- Бронзовий призер Кубка африканських націй: 2021